# Мацко Ірина Олександрівна
Іри́на Олекса́ндрівна Мацко́ (нар. 21 травня 1978, м. Тернопіль) — українська дитяча письменниця, казкарка, член НСПУ з 6 березня 2018 року, громадський діяч, видавець, голова ГО «Творчий простір ОРЕЛІ», керівник креативної студії «ІРИска».

## Життєпис
Дідусь та бабуся по маминій лінії — переселенці з села Висова, Польща, Лемківщина. Навчалася у школі в с. Великий Ходачків Козівського району. Від 1995 року проживає в Тернополі.
- 2000 рік — закінчила Тернопільську академію народного господарства (нині - Західноукраїнський національний університет, спеціальність — економіст);
- 2002 - 2008 роки — ілюстратор, дизайнер-верстальник, художній редактор Тернопільського видавництва «Лібра Терра».
- 2007 рік — закінчила Українську академію друкарства (2007, спеціальність — графіка, ФПК); навчалася на курсах «Комп'ютерної графіки та дизайну» Тернопільського технічного університету імені Пулюя. Від 2007 року — початок роботи приватним підприємцем-видавцем, видавництво «ІрМа».
- 2009 - 2010 роки — головний редактор газети «Історія кохання», журналів «Дошкільнятко», «Вовк та Заєць», «В'язання» Тернопільського відділення київського видавництва «Нова дитяча література».
- серпень 2011 - 2015  роки — бібліотекар Центральної дитячої бібліотеки м. Тернополя.
- 2011 року — провела й організувала перший у Тернополі дитячий літературний фестиваль «Дивокрай».
- 2012 рік — директорка фестивалю у рамках міжнародного симпозіуму «Література. Діти. Час» від ЦДЛДЮ.
- з 2014 року — член ВТ «Просвіта» ім. Т.Шевченка.
- з жовтня 2015 року — засновниця та керівниця креативної студії «ІРИска» — дитяча кімната творчого розвитку дітей і дорослих, заняття, майстер-класи, курси.
- 2018 року — диплом казкознавця. Пише терапевтичні та повчальні історії. Член НСПУ з 6 березня 2018 року. Експерт УКФ з 2018 року у напрямку література та видавнича справа[2]. Автор та координатор літературно-мистецького конкурсу для дітей «ТЕРНОслов» заснованого у 2018 році.

Голова Тернопільської філії Центру дослідження літератури для дітей та юнацтва.
Член головного журі 4-го та 5-го телефестивалю «Відкрий Україну!» м. Київ.
Координаторка у Тернополі всеукраїнських проектів «Додай читання!» та «Тату, почитай!», «Книжковий марафон 42» від Євгенії Пірог.
Авторка та координаторка благодійного проекту для незрячих та слабозорих дітей «Історії тих, хто бачить серцем».

## Творчість

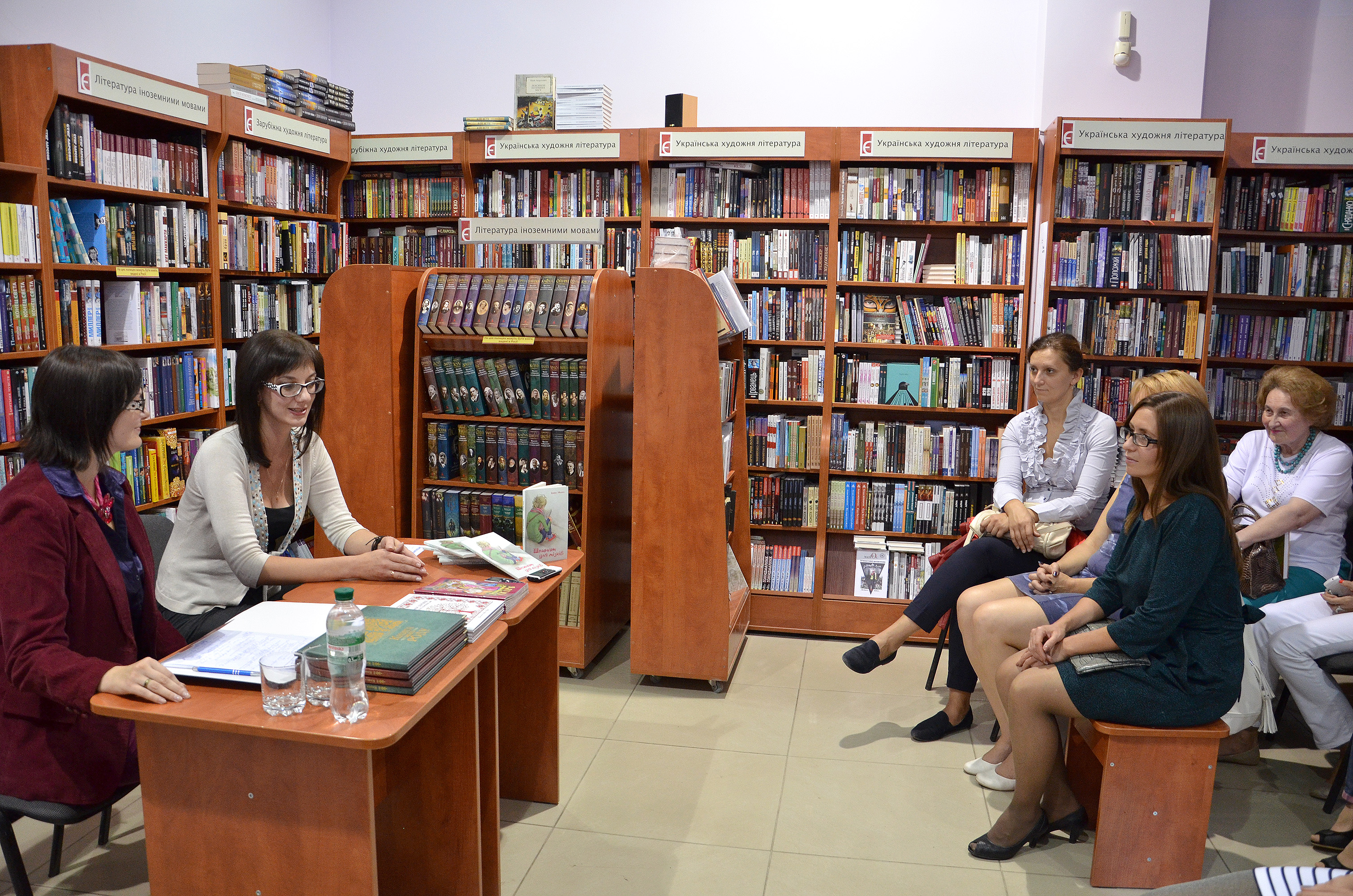
Презентація книжки Ірини Мацко «Шпинат для мізків» у «Книгарні „Є“» в Тернополі (17.09.2015)

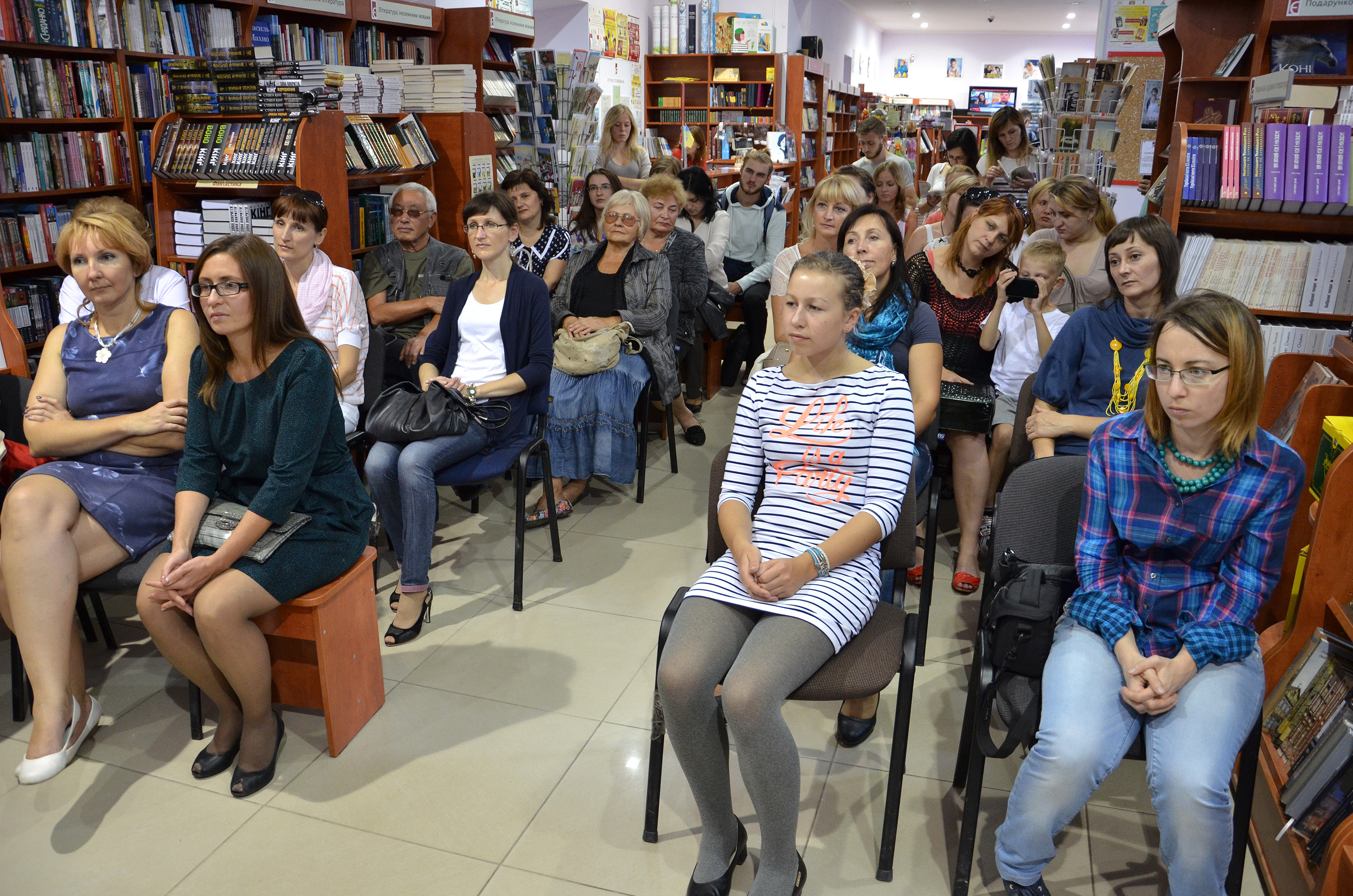
Учасники презентації книжки Ірини Мацко «Шпинат для мізків»

Пише дитячі казки, оповідання та новели й есе для дорослих; ілюструє, укладає хрестоматії і розвиваючі зошити для дошкільнят.
Літературні твори опубліковані в журналах «Літературний Тернопіль», «Найкращі жіночі історії», «Життя», «Ангелятко».
Твори звучали на першому каналі Національного радіо в передачі «Вечірня колисанка».
Авторка книги-велетеня «Казки із Дивокраю», яку створювали в Центральній дитячій бібліотеці м. Тернополя — у розвороті вона має 1,8 метра на метр. Книга занесена в «Книгу рекордів України».
Редагує газети «Історія кохання» і «Попелюшка».

### Книги для дітей
- «Цифри та лічба», «Букви», «Копієчка» (2007), «Фіґури, простір, розмір» (2008).[8]
- Збірка авторів прозових творів «Зернятка мудрості» (2012, «Підручники і посібники»).
- Серія книг для дітей «Читаємо з дитиною»: «Тік-Так», «Голочка та Подушечка», «Медовий Сухарик» (2015, "Підручники і посібники).
- Серії «Книжка-листівка»: «Загублена писанка», «Мамине серденько», «Різдво біля ялиночки» (2015, «Підручники і посібники»).
- Збірка казок «Чарівна дудочка» (2015, «Белкар»).

### Збірки новел і замальовок
- «Шпинат для мізків»
- «Мигдаль для серця»
- «Імбир для душі»

### Альбоми
- «Книга мого роду» (2012, «Видавництво Старого Лева»)
- «Рости, моє деревце, з міцного коріння» (2012, «Видавництво Старого Лева»)
- «Наше малятко» (2015, «Видавництво Старого Лева»)
- «Ksiega moiego rody» (2015, «NIKO»)
- «Дівочий секретник» (2018, «Підручники і посібники»).

### Окремі твори
- «Козацький скарб» (п'єса, у співавторстві з Богданом Мельничуком)
- Повість «Перехідний вік… моєї мами» (2016, «Академія»).
- Повість «Козацький скарб» у співавторстві з Богданом Мельничуком (2018, «Видавництво Марка Мельника»)
- Повість «Кава по-дорослому» (2018, «Академія»).
- Збірка легенд «Містика Тернового поля» (2018, «Мандрівець»)
- Збірка казок «Казки омріяного краю» (2018, «Мандрівець»)

- «Родинний рушник» (пісня)
- «Як вигнали лемків» (пісня)

## Досягнення
- Призер конкурсу творів для дітей «Мистецької Сторінки» та часопису «Захід-Схід» (казка «Пригоди дубового листочка»).
- Фіналістка 1-го всеукраїнського конкурсу малої прози «Сила малого» (2008, твір увійшов у 100 найкращих творів).
- Призер конкурсу «Рукомесло 2009» у розділі дитячої прози за твір «Медовий сухарик» (2 місце).
- Призер конкурсу «Великоднє сяйво» у 2012 році від журналу «Крилаті» за казку «Загублена писанка».
- Лауреат конкурсу «Жінка року 2013» від газети «20 хвилин» (Тернопіль).
- Переможець конкурсу ім. Леся Мартовича у 2014 році за твір «Вогняна квітка».
- Призер конкурсу патріотичної прози «Мрії збуваються!» у 2015 році за твір «Золотий тризубець» (1 місце).